# Salah Jadid

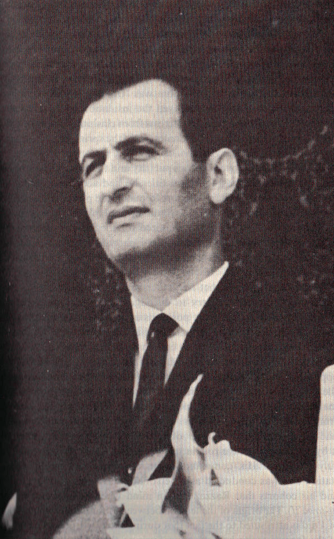
Salah Jadid.

Salah Jadid -en árabe  'صلاح جديد' ,  Salah Jadida  - (Latakia, 1926 - Damasco, 19 de agosto de 1993) fue un general sirio y figura política del Partido Baaz Árabe Socialista de Siria, y el líder de facto de la Siria baazista desde 1966 hasta 1970.

## Juventud e inicio de su carrera
Jadid nació en 1926 en la villa de Dweir Baabda, cerca de la ciudad costera de Jableh, que a su vez está cerca de Latakia, en una familia alauí.
Sin embargo, hay otro informe donde consta su nacimiento en 1924. Estudió en la Academia Militar de Homs, y entró en el ejército sirio en 1946. Jadid fue originalmente miembro del Partido Social Nacionalista Sirio (SSNP), pero más tarde se convirtió en miembro del Partido Baaz Árabe Socialista, liderado por Michel Aflaq y Salah al-Din al-Bitar, en la década de 1950 a través de un socio de Akram al-Hawrani. Aun así, Jadid permaneció cercano del PSNS; su hermano, Ghassan, fue uno de sus más destacados miembros en Siria. Se cambió de partido de nuevo en la década de 1950, cuando se convirtió en un miembro del Movimiento Nacionalista Árabe, un partido que apoyaba a Gamal Abdel Nasser. Jadid apoyó la entrada de Siria en la República Árabe Unida (RAU), una unión de repúblicas compuesta de Egipto y Siria.
Durante la RAU, Jadid estaba estacionado en El Cairo, Egipto. Jadid estableció el Comité Militar junto a otros baasistas en 1959. El objetivo principal del Comité Militar era proteger la existencia de la RAU. Al principio solo había cuatro miembros del Comité Militar, el propio Jadid, Háfez al-Ásad, Abd al-Karim al-Jundi y Muhammad Umran. El Comité Militar también intentó salvar el Baas sirio de la aniquilación. Los miembros del Comité estuvieron entre quienes culparon a Aflaq por la decadencia del Baas durante la RAU. El partido en el tercer Congreso Nacional de 1959 apoyó la decisión de Aflaq de disolver el partido, pero el Congreso Nacional de 1960, en el que Jadid era un delegado representante del entonces desconocido Comité Militar, revocó la decisión y pidió el restablecimiento del Baas. El Congreso también decidió mejorar las relaciones con Nasser por la democratización de la RAU desde dentro. Una facción dentro del partido, encabezada por al-Hawrani, trabajaba para la secesión de Siria. El Comité Militar no triunfó en sus objetivos, y en septiembre de 1961 la RAE fue disuelta. Nazim al-Qudsi, que lideró el primer gobierno post-RAU, persiguió a Jadid y otros por su lealtad nasserita, y todos ellos se vieron obligados a retirarse del ejército Sirio hasta que pudieron volver después del golpe triunfante baasista del 8 de marzo de 1963.

## Hombre fuerte de Siria
El 23 de febrero de 1966, Amin al-Hafiz, presidente baazista nacionalista, fue derribado por una facción radical baazista encabezada por el Jefe de Estado Mayor Salah Jadid. Un aviso del golpe de Estado por telegrama fue enviado por el presidente Gamal Abdel Nasser a Nasim al-Safarjalani (Secretario General de la Presidencia del Consejo), en la madrugada del golpe de Estado. El golpe de Estado surgió de rivalidades de facciones entre Jadid del campo "regionalista" (qutri) del Partido Baaz, que promovía ambiciones para una Gran Siria y el más tradicionalmente panarabista Hafiz y su facción llamada "nacionalista" (qawmi). Los seguidores de Jadid fueron vistos también como radicalmente de izquierdas. Pero el golpe también contó con el apoyo y dirección de oficiales sirios de las minorías religiosas, especialmente los alauitas y los drusos, mientras que Hafiz pertenecía a la mayoría suní. Los alauitas gobernaron Siria en adelante hasta diciembre de 2024.
Mientras Jadid quedó lejos de la vista del público, como segundo secretario del Partido Baaz, los hombres afines a él llegaron a los cargos superiores del Estado y del Ejército: Nureddin al-Atassi, como presidente del Partido, presidente del Estado y, posteriormente, primer ministro; Yousuf Zouayyen, como primer ministro; Ibrahim Makhous como ministro de Asuntos Exteriores, Háfez al-Ásad como ministro de defensa; Abd al-Karim al-Jundi, como jefe de seguridad. Muchos de estos hombres eran alauitas (por ejemplo, los anteriores Makhous y el Asad; Atassi, Jundi, y Zouayyen eran suníes), lo que daba al gobierno un carácter sectario. Algunos eran militares y todos pertenecían al partido de izquierdas Baaz.
Bajo el gobierno a la sombra de Jadid, Siria se alineó con el bloque soviético y siguió políticas duras contra Israel y los Estados árabes considerados "reaccionarios", especialmente Arabia Saudí, apostando por la movilización por una "guerra" contra el sionismo más que por alianzas militares inter-árabes. A nivel nacional, Jadid intentó un socialismo de transformación de la sociedad siria a ritmo forzado, creando malestar y dificultades económicas. Opositores al gobierno fueron duramente reprimidos, mientras que el Partido Baaz sustituyó al Parlamento a la hora de hacer las leyes y los demás partidos fueron prohibidos. El apoyo público para su acción de gobierno decayó considerablemente tras la derrota de Siria en la guerra de los Seis Días de 1967, cuando Israel capturó los Altos del Golán, y como consecuencia de los problemáticas condiciones internas del país.
Después de la guerra, en particular, las tensiones comenzaron a aumentar entre los seguidores de Jadid y los que argumentaban que la situación exigía una postura más moderada en el socialismo y las relaciones internacionales. Este grupo confluía alrededor del Ministro de Defensa Háfez al-Ásad, que protestó por la «aventura» de Jadid, y exigió una normalización de la situación interna para adoptar una constitución permanente, liberalizar la economía, y mejorar las relaciones con los grupos no baazistas, así como las relaciones externas, buscando una alianza con los estados árabes conservadores, como Jordania y Arabia Saudí. Mientras Jadid conservó la fidelidad de la mayoría de los civiles del aparato del Baas, Assad como Ministro de Defensa poco a poco, afirmó el control del ala militar del partido. En 1969, Assad purgó varios partidarios de Jadid en el Ejército, y a partir de ese momento Jadid perdió su preeminencia en el Estado sirio.

## Caída y muerte
En 1970, cuando el conflicto estalló entre la Organización de Liberación de Palestina (OLP) y el Ejército jordano, Jadid envió tropas palestinas del Ejército de Liberación de Palestina bajo control sirio pero dependientes nominalmente de la OLP y que tenían base en Siria, para ayudar la OLP en territorio jordano. Esta acción no fue apoyada por Assad y el ala más pragmática del Baaz, y las tropas se retiraron. La acción ayudó a desencadenar el conflicto latente entre Jadid y Asad las dos alas del Partido Baaz en el ejército. El Partido Comunista Sirio se alineó con Salah Jadid. El embajador soviético, Nuritdin Mujitdínov participó en la lucha por el poder. Háfez al-Ásad se molestó por la intromisión de la Unión Soviética en la política de Siria, por lo que se decidió, para ahuyentar a los soviéticos, a enviar a Mustafá Tlass a Pekín para conseguir armas y conocer el Libro Rojo del presidente Mao. En noviembre de 1970, Jadid intentó eliminar a Ásad y a su seguidor Mustafa Tlass, lo que a su vez provocó que Ásad pusiera en marcha un golpe interno contra Jadid, llamado Movimiento Correctivo. Jadid fue detenido el 13 de noviembre de 1970, y estuvo en la prisión de Mezzeh en Damasco hasta su muerte, mientras que  Ásad permaneció en el poder hasta su muerte en el año 2000. Jadid murió de un ataque al corazón en un hospital, el 19 de agosto de 1993.